# Jean-Charles Frontier
Jean-Charles Frontier (Parigi, 1701 – Lione, 1763) è stato un pittore francese.

## Biografia
Fu allievo di Claude Guy Hallé. In seguito entrò in Accademia.
Vinse il gran premio per la pittura dalla Reale Accademia di Pittura e Scultura nel 1728 e terminò gli studi nel 1733.
A Roma frequentò Pierre Charles Trémolières, Gabriel Blanchet, Jean-Baptiste Pierre, Noël Hallé e Jean-François de Troy e instaurò un rapporto d'amicizia con Pierre Subleyras. A quest'ultimo renderà omaggio in una sua opera, un dipinto allegorico, La Religione, oggi perduto. Quest'opera, dipinta su richiesta del duca di Saint-Aignan (1684-1776), ambasciatore di Francia a Roma, ha come controparte La Justice Divine.
Nel 1739 lasciò Roma e tornò in Francia, fermandosi presso Lione. Lì realizzò opere religiose come, ad esempio,La Natività del 1745, dipinta per la Certosa di Lione., che oggi è custodita al Musée de Grenoble
Diventò membro dell'Académie royale de peinture et de sculpture il 27 ottobre 1742. Espose a Parigi dal 1743 al 1751, partecipando sei volte al Salon. Raggiunse il grado di assistente professore nel 1752 e quello di professore nel 1757.
Verso la fine della sua vita, fu avvicinato da padre Lacroix-Laval, gran vicario della diocesi di Lione, per il progetto di istituire lì un'accademia di disegno. Si stabilì definitivamente a Lione nel 1756 e la scuola aprì le porte nel gennaio 1757.

## Opere
- - Violinista itinerante, olio su 19 × 12,5cm  , 1736 - successivamente inciso da Masquelier
  - Mosè e il serpente di bronzo, 1743, Lione, Chiesa di Saint-Pierre-des-Terreaux[4].
  - Vulcano che incatena Prometeo , Museo del Louvre (Inv. 144), in deposito presso l'École nationale supérieure des beaux-arts.
  - La Natività, 1745, Grenoble, Musée de Grenoble.
  - Dafne et Cloe, 1749, olio su tela, 97 × 145 cm , coll. privata.
  - La Samaritana, olio su tela, 330 × 182 cm , 1752, chiesa di Talcy.[5]
  - Antiochos e Stratonice, pastello, 24 × 29,7 cm.
  - Il sacrificio di Salomone ad Ashtoreth, pastello, 30 × 40 cm .
  - 17 opere sono esposte al Museo d'Arte di Düsseldorf con trenta disegni, acquisiti da Lambert Krahe a Roma nel XVIII secolo.
  - Mosè e il serpente di bronzo, olio su tela, 52 x 30 cm, lascito di Albert Pomme de Mirimonde, museo Baron-Martin.